# Coeficiente de difusión

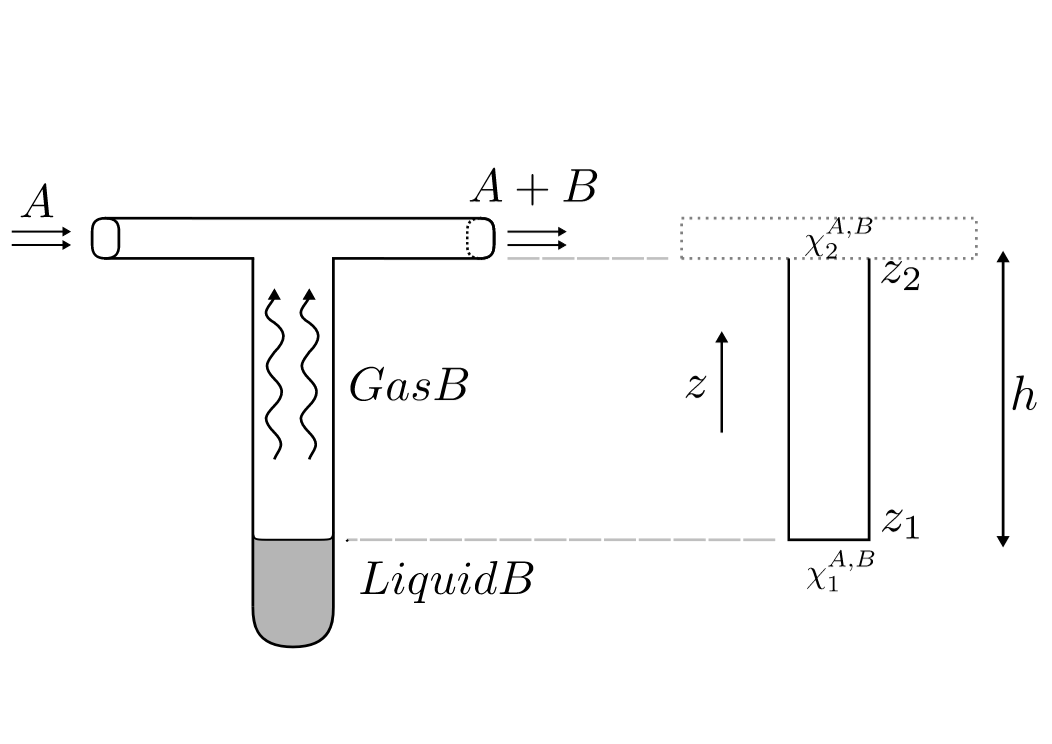
Diagrama del Tubo de Stefan

En la física, el coeficiente de difusión es un valor que representa la facilidad con que cada soluto en particular se mueve en un disolvente determinado. Depende de cuatro factores:
- Tamaño y forma del soluto.
- Viscosidad del solvente.
- Temperatura (difusividad térmica).
- De la naturaleza de la partícula que se difunde y del solvente donde difunde, siendo independiente de las concentraciones.

Los coeficientes de difusión para líquidos son del orden de 10⁻⁵ (cm²/s), para gases del orden de 10⁻¹ (cm²/s) y para sólidos 10⁻⁹ (cm²/s).
Este coeficiente aparece en la ley de Fick, relacionada con la difusión de materia o energía.